# 全附連
全附連（ぜんふれん）とは、国立大学附属学校教職員で構成される全国国立大学附属学校連盟と附属学校PTAで構成される全国国立大学附属学校PTA連合会の総称である。
全国国立大学附属学校PTA連合会はカンガルー保険という団体保険を運営しており、附属学校に通う幼児、児童、生徒とその兄弟、保護者が加盟できる。

## 概要
- 東京都港区虎ノ門1-2-29　虎ノ門産業ビル8F　全附連事務局

## 構成校
全国56大学に附属する49の幼稚園、73の小学校、73の中学校、17の高等学校、4の中等教育学校、2の義務教育学校、42の特別支援学校で構成される。
- 北海道教育大学附属学校
- 弘前大学附属学校
- 岩手大学附属学校
- 秋田大学附属学校
- 山形大学附属学校
- 宮城教育大学附属学校
- 福島大学附属学校
- 茨城大学附属学校
- 筑波大学附属学校
- 宇都宮大学附属学校
- 群馬大学附属学校
- 埼玉大学附属学校
- 千葉大学附属学校
- 東京学芸大学附属学校
- お茶の水女子大学附属学校
- 東京大学教育学部附属中等教育学校
- 東京芸術大学附属高等学校
- 東京工業大学附属科学技術高等学校
- 横浜国立大学附属学校
- 山梨大学附属学校
- 新潟大学附属学校
- 上越教育大学附属学校
- 金沢大学附属学校
- 富山大学附属学校
- 信州大学附属学校
- 福井大学附属学校
- 岐阜大学附属学校
- 愛知教育大学附属学校
- 名古屋大学教育学部附属中学校・高等学校
- 静岡大学附属学校
- 三重大学附属学校
- 滋賀大学附属学校
- 奈良教育大学附属学校
- 奈良女子大学附属学校
- 京都教育大学附属学校
- 大阪教育大学附属学校
- 神戸大学附属学校
- 兵庫教育大学附属学校
- 和歌山大学附属学校
- 鳥取大学附属学校
- 島根大学附属学校
- 広島大学附属学校
- 岡山大学附属学校
- 山口大学附属学校
- 愛媛大学附属学校
- 香川大学附属学校
- 鳴門教育大学附属学校
- 高知大学附属学校
- 福岡教育大学附属学校
- 佐賀大学附属学校
- 長崎大学附属学校
- 熊本大学附属学校
- 大分大学附属学校
- 宮崎大学附属学校
- 鹿児島大学附属学校
- 琉球大学附属学校